# Линга (річка)
Линга́ (Прич; рос. Лынга) — річка в Росії, права притока Лози. Протікає територією Якшур-Бодьїнського та Ігринського районів Удмуртії.
Річка починається як Прич на території Якшур-Бодьїнського району за 1 км на північний схід від колишнього присілка Прич. Протікає спочатку на північ та північний схід, біля колишнього присілка Лумпово повертає на схід на південний схід. Біля присілка Нове Пастухово річка повертає на північ і отримує назву Линга. Біля села Линга повертає на північний захід і входить на територію Ігринського району. Впадає до Лози навпроти села Лоза. Значні ділянки берегу заліснені, місцями долина вузька із стрімкими берегами. Приймає декілька дрібних приток.
Над річкою розташовані населені пункти Якшур-Бодьїнського району Нове Пастухово, Новокулюшево та Линга. Біля присілка Нове Пастухово річку перетинає залізниця Іжевськ-Пібаньшур.